# Metalová cesta Mladou Boleslaví
Metalová cesta Mladou Boleslaví je naučná stezka v Mladé Boleslavi otevřená na podzim roku 2011. Návštěvníky provází významnými místy ve městě, nabízí textový a zvukový výklad o jeho historii a upozorňuje na blízké pamětihodnosti. Od prodloužení v roce 2015 obsahuje 16 zastavení a je celkem 7 kilometrů dlouhá. Další dvě zastavení jsou mimo samotnou stezku v okrajových částech města. Existuje rovněž zkrácená varianta pro děti s přizpůsobeným výkladem. Pro zahraniční turisty je k dispozici výklad v angličtině a němčině.
Návštěvníky provází umělecky ztvárněné panely s variabilními motivy, jejichž autorem je umělecký kovář David Szalay. Zevnějškem z patinované oceli a provedením odkazují k tradici výroby automobilů v Mladé Boleslavi. Všechna zastavení sjednocuje postava poutníka Elegána Boleslavského, jehož jméno vybrali v anketě obyvatelé města. Socha stejné postavy je rovněž předávána laureátům cen udělovaných městem.

## Zastavení naučné stezky

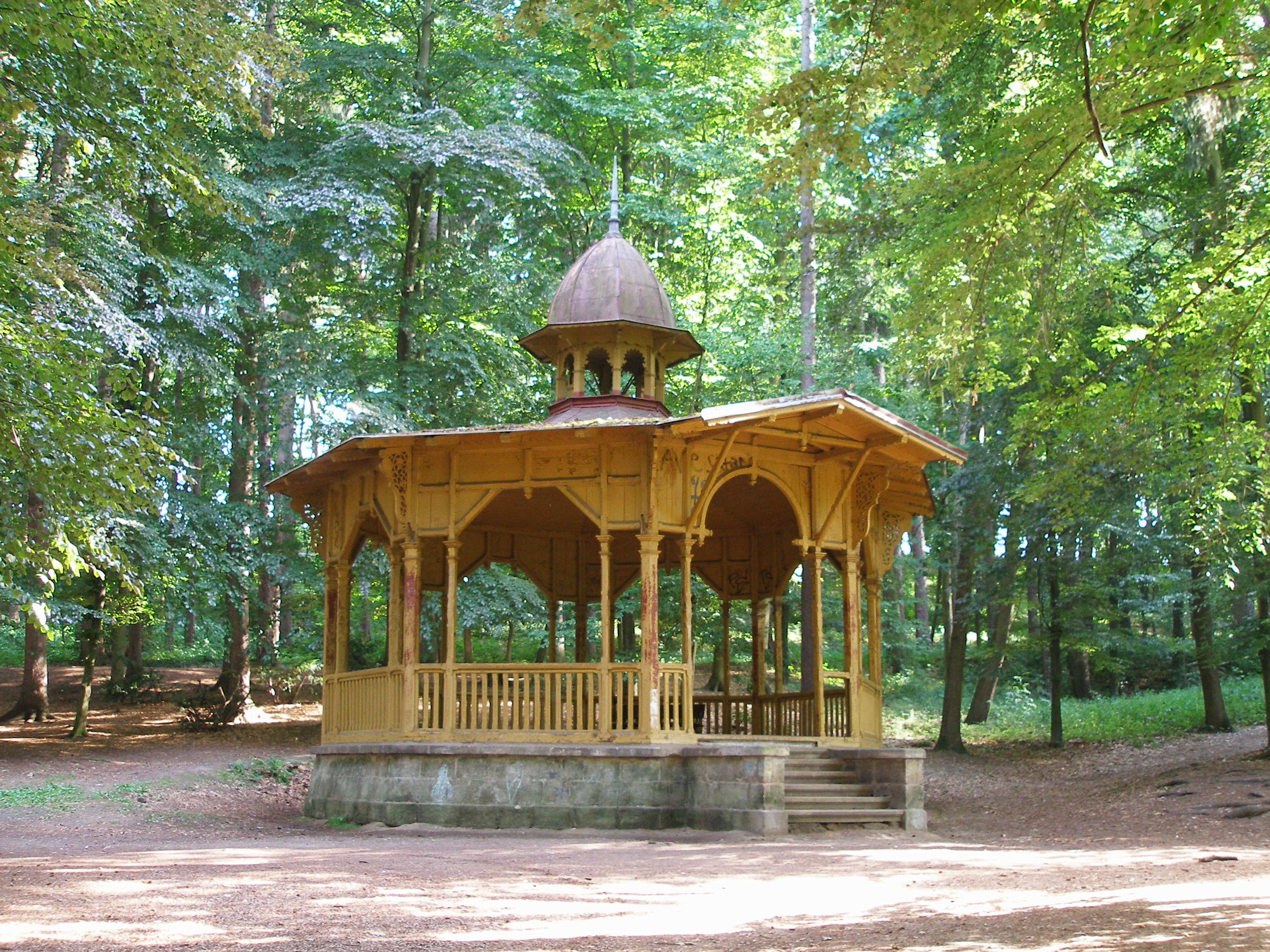
pavilonek v lesoparku Štěpánka

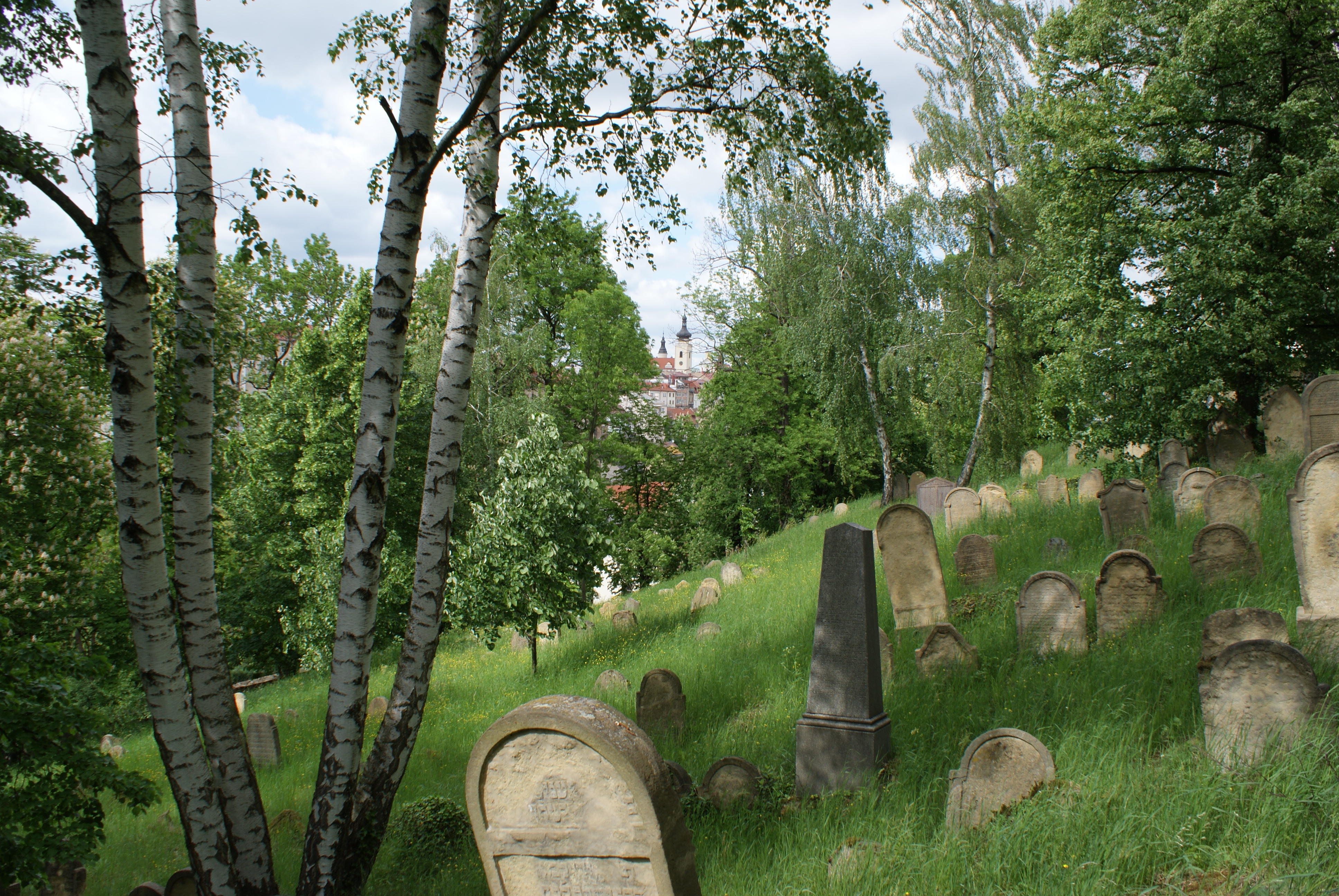
židovský hřbitov

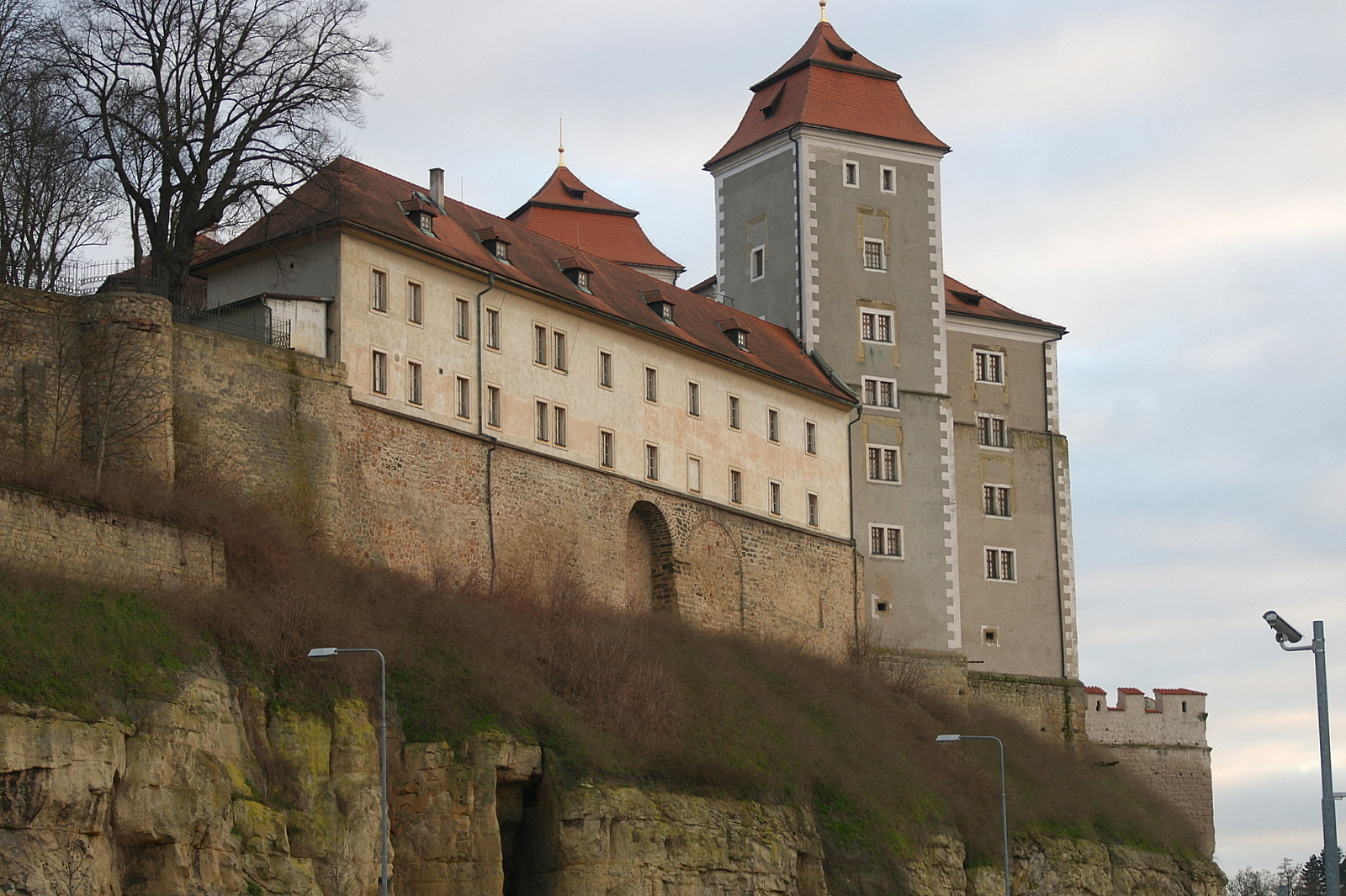
mladoboleslavský hrad

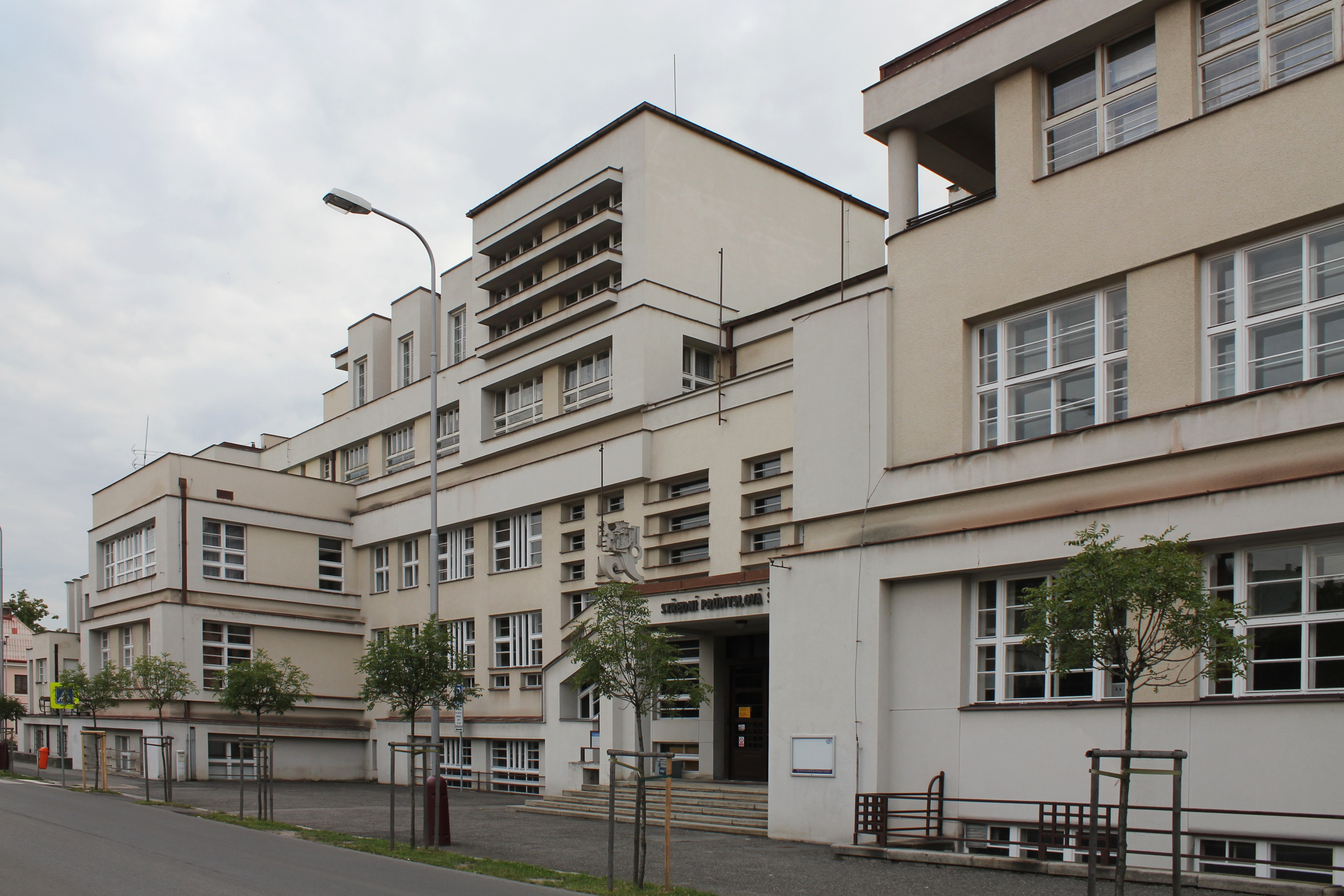
střední průmyslová škola

1. kostel svatého Havla: historie Havelského hřbitova a kostela sahající do roku 1539, pojednání o významných osobnostech zde pohřbených.[3]
2. náměstí Republiky: historie oblasti, které dominuje budova soudu z roku 1928 a přilehlý objekt bývalé věznice často využívaný filmaři. Zastavení zmiňuje také panelovou výstavbu dle projektu Osvalda Döberta. Samostatně se věnuje památníkům na náměstí včetně někdejší Leninovy sochy.[4]
3. Klinika Dr. Pírka: zdravotnické zařízení s více než 80letou tradicí, jehož zahrada funguje jako otevřená sochařská galerie.[5]
4. městský krytý bazén otevřený v roce 2015. Stojí nedaleko někdejšího popraviště Na spravedlnosti, kde měl být roku 1774 jako poslední popraven otcovrah Ignác Schiffner. Jeho příběh inspiroval Karla Hynka Máchu k sepsání Máje.[6]
5. Štěpánka: lesopark založený v roce 1881 a pojmenovaný na počest zásnub korunního prince Rudolfa se Štěpánkou Belgickou. Zastavení je u hudebního pavilonu nedaleko Klenice. Kromě samotného parku pojednává také o tamních památných stromech, někdejších mlýnech a rybnících.[7]
6. zimní stadion: první zápas v ledním hokeji s míčkem se v této lokalitě konal roku 1904, stadion s umělou ledovou plochou funguje od roku 1956. Ještě nezastřešený hostil mimo jiné několik zápasů Mistrovství světa v ledním hokeji 1959.[8]
7. židovský hřbitov: pohřebiště s nejstarším přesně datovaným náhrobkem z roku 1604. Nejvýznamnějším pochovaným je Jakub Baševi z Treuenburka. Součástí je expozice o dějinách mladoboleslavské židovské obce v budovách márnice a obřadní síně.[9]
8. Mladoboleslavský hrad nad soutokem Jizery a Klenice, sídlo regionálního muzea a archivu. Na bráně je instalován interaktivní panel s výkladem o dějinách města a hradu, šlechtických rodech se vztahem k Mladoboleslavsku, muzeu a dalších tématech.[10]
9. Templ: pozdně gotický městský palác z 15. století, kde funguje výstavní sál, multimediální expozice o nejstarších dějinách města a archeopark.[11]
10. Staroměstské náměstí: kopíruje půdorys původního středověkého tržiště. Součástí zastavení je výklad o staré radnici vystavěné původní renesanční podobě mezi roky 1554 a 1559 dle Mattea Borgorelliho. Další pojednání se věnuje mladoboleslavskému podzemí, fragment dochovaných sklepení je přístupný z parkovacího domu.[12]
11. Komenského náměstí: na místě někdejšího rybníka vznikl od druhé poloviny 19. století park, nová radnice, několik škol či budova městské spořitelny s poštou. Pod parkem je zachovaný protiletecký kryt z druhé světové války s vojenskou expozicí. Zastavení se věnuje také blízkému kostelu Nanebevzetí Panny Marie a replice sochy legionáře zničené nacisty.[13]
12. Karmel: návrší s někdejším minoritským klášterem a kostelem svatého Bonaventury, bývalou bratrskou tiskárnou Mikuláše Klaudiána, piaristickým gymnáziem a konviktem. Sídlo Škoda Auto vysoké školy.[14]
13. Českobratrské náměstí: zastavení u někdejšího sboru českých bratří z roku 1554, který slouží jako galerie. Pojednává o historii budovy i působení Jednoty bratrské v Mladé Boleslavi, samostatně pak o Mikuláši Klaudiánovi a jeho mapě Čech z roku 1518.[15]
14. průmyslová škola: národní kulturní památka projektovaná Jiřím Krohou v letech 1923–1927. Zastavení se věnuje i dalším stavbám tohoto architekta v Mladé Boleslavi, dále pak Havlíčkově ulici včetně malé zoologické a botanické zahrady domu dětí a mládeže.[16]
15. Výstaviště: městský park na místě bývalého výstavního areálu. Výstavy se zde konaly na konci 19. a začátku 20. století, z řady pavilonů se dochoval pouze hudební altánek. Zastavení se věnuje také nedalekému městskému divadlu sídlícímu v budově z roku 1909. Výstaviště obklopují i další architektonicky hodnotné domy z téže doby – banka, sokolovna a dvě gymnázia.[17]
16. Škoda Muzeum: pojednání o muzeu automobilky Škoda Auto a historii výroby automobilů v Mladé Boleslavi, kterou zahájili Václav Laurin a Václav Klement.[18]

### Zastavení mimo naučnou stezku
Na naučnou stezku volně navazují dvě samostatná zastavení v okrajových částech města.
1. Michalovice: zřícenina hradu pánů z Michalovic ze 13. století s nakloněnou věží (putnou) sloužící jako rozhledna.V blízkosti funguje přírodní amfiteátr.[19]
2. Letecké muzeum Metoděje Vlacha otevřené v roce 2015 na severním okraji místního letiště.[20]

## Financování
Naučná stezka byla součástí rozsáhlého projektu s názvem Metalová cesta Mladou Boleslaví financovaného s podporou evropských fondů v rámci Regionálního operačního programu Střední Čechy. První fáze projektu byla dokončena v roce 2012. Kromě 4kilometrové stezky s 12 zastaveními zahrnovala také kompletní rekonstrukci objektu infocentra a rozmístění hnědého turistického značení upozorňujícího na památky a významné lokality v Mladé Boleslavi. Celkové náklady této etapy projektu činily 25,2 milionu korun, z čehož 13,5 milionu činila dotace z operačního programu. Na financování naučné stezky se dále podílelo město Mladá Boleslav, městské firmy i soukromé společnosti.
Druhá etapa projektu byla realizována v roce 2015 s celkovými náklady 3,9 milionu korun. Dotace v rámci téhož operačního programu pokryla 85 procent této částky. Vedle prodloužení naučné stezky o 3,8 kilometru a čtyři nová zastavení vznikla rovněž mobilní aplikace, dvě zvukové informační tabule a tištěné mapy.